# Andreas Linde
Andreas Christopher Linde (24 de julho de 1993) é um futebolista profissional sueco que atua como goleiro, atualmente defende o BK Häcken.

## Carreira
Andreas Linde fará parte do elenco da Seleção Sueca de Futebol nas Olimpíadas de 2016.

## Títulos
Suécia
- Campeonato Europeu Sub-21: 2015